# Chelsea (Manhattan)

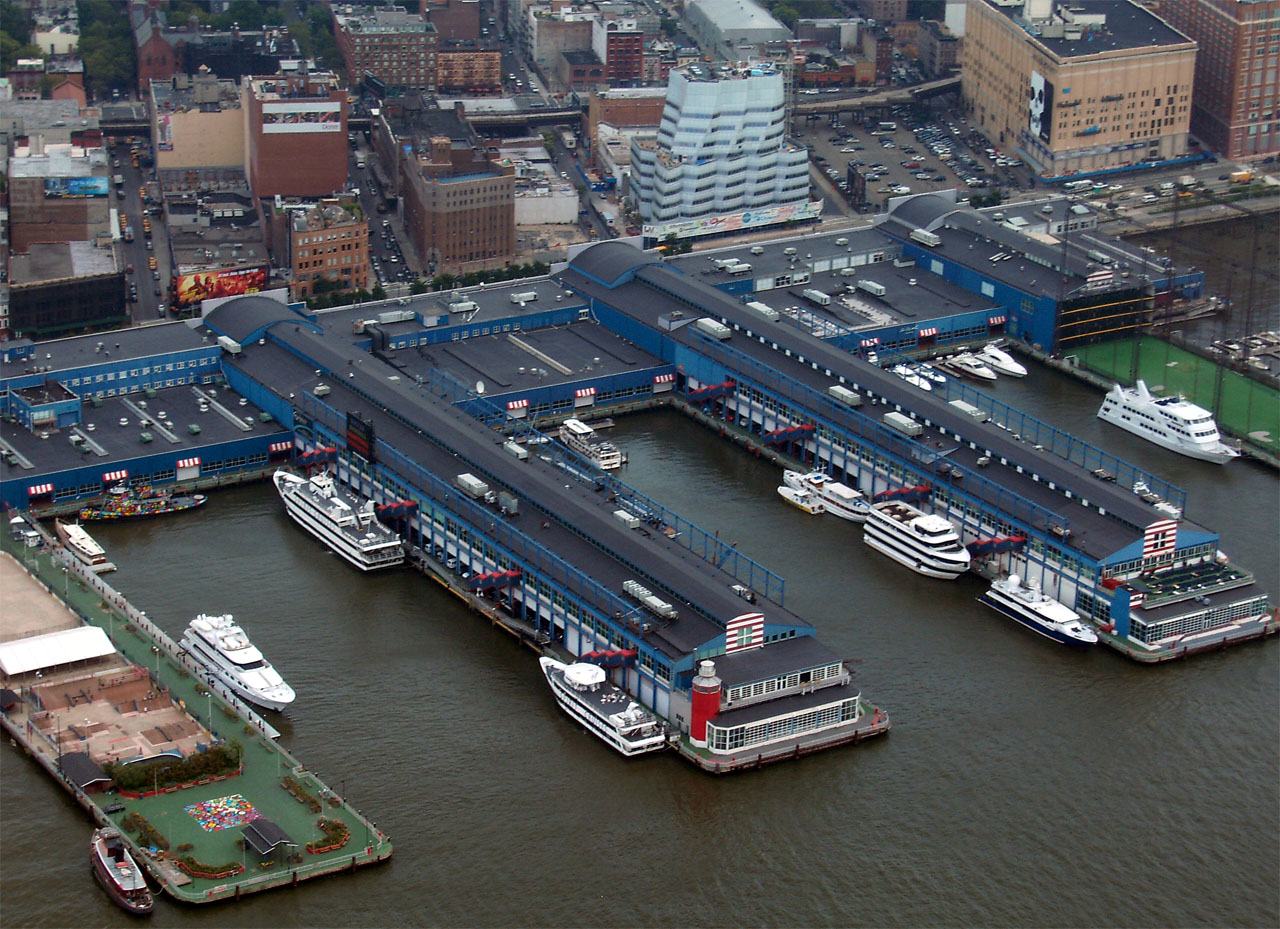
Chelsea, Manhattan

Chelsea je čtvrť ve West Side na Manhattanu v New Yorku. Nachází se jižně od Hell’s Kitchen a Garment District a severně od Greenwich Village a Meatpacking District, který má střed na Západní 14. ulici. Patří do komunitní rady 4 a 5.
Oblast v této čtvrti je uvedena v národním registru historických míst jako Chelsea Historic District.
Někdy se Chelsea označuje spolu s částí Clinton (Hell’s Kitchen) jako Manhattan West. Místní noviny se nazývají "Chelsea-Clinton News."